# Portrait Records
Portrait Records foi uma gravadora irmã da Epic Records e mais tarde da Columbia Records, hoje é filiada a Sony Masterwoks e produz crossover clássico. Artistas como Heart, Saga, Cyndi Lauper, Eddy Grant, Sade, Joan Baez, Cinderella, Great White, Ratt, Jackie Evancho, Natalie Imbruglia, The Piano Guys, dentre outros, assinaram com o selo.